# 32 Волопаса
32 Волопаса (лат. 32 Boötis, HD 129336) — одиночная звезда в созвездии Волопаса на расстоянии приблизительно 362 световых лет (около 111 парсеков) от Солнца. Видимая звёздная величина звезды — +5,566m. Возраст звезды определён как около 562 млн лет.

## Характеристики
32 Волопаса — жёлтый гигант спектрального класса G8III, или G9III, или G5. Масса — около 3,051 солнечных, радиус — около 11,805 солнечных, светимость — около 79,141 солнечных. Эффективная температура — около 4958 K.

## Планетная система
В 2019 году учёными, анализирующими данные проектов HIPPARCOS и Gaia, у звезды обнаружена планета.